# Mont Blackburn (Antarctique)
Pour les articles homonymes, voir Mont Blackburn et Blackburn (homonymie).
Le mont Blackburn est une montagne culminant à 3 276 m d'altitude à l'extrémité sud-ouest du plateau California et de l'escarpement Watson, dans la chaîne de la Reine-Maud, en Antarctique.
Il est découvert et nommé en l'honneur de Quin A. Blackburn, géologue lors de la deuxième expédition de Richard Byrd, lorsqu'il remonte le glacier Scott en décembre 1934.